# Marché couvert du Lamentin
Ne doit pas être confondu avec le marché de Lamentin, marché couvert de Lamentin en Guadeloupe
Le marché couvert du Lamentin est un marché couvert de la commune du Lamentin sur l'île de Martinique. Achevé en 1847, il est le plus ancien des marchés couverts subsistant en Martinique (celui de Fort-de-France ayant été démoli puis reconstruit en 1901). Avec sa structure métallique, il illustre le style des halles de Baltard, et le bâtiment est classé aux monuments historiques le 3 août 2023, après y avoir été inscrit en juillet 2019.

## Description
Il est constitué d'une nef centrale et de deux bas côtés : cChaque élément dispose de sa propre toiture en pente ; celui de la partie centrale bénéficie d'une surélévation permettant la ventilation haute. La toiture est surmontée d'un ornement.
Son style architectural, avec sa structure métallique entourée de grilles en rez-de-chaussée qui clôture le marché, la présence de ventelles en partie haute et de vitraux présents également sur sa façade principale en pignon est caractéristique des bâtiments industriels de la fin du XIXe siècle. La façade en pignon est ornementée et une horloge est placée en son centre.
Le marché est divisé en trois zones distinctes :
- une partie centrale réservée aux marchandes de fruits et légumes, disposant d'une quarantaine de tables carrelées ;
- une partie destinée au marché de viandes avec huit échoppes, quatre tables pour la vente des abats et une chambre froide ;
- une partie pour le marché aux poissons, disposant de deux grandes tables de 5 m de long chacune en granit.

## Historique
La réception des travaux du marché couvert s'est faite en 1847.
Le 1er septembre 1849 par adjudication, l'entreprise des locations de M. Louis Sully obtient le marché pour l'établissement d'échoppes et d'étalages au marché.
Le 4 avril 1881 un arrêté du gouverneur autorise la commune à acquérir un immeuble pour agrandir le marché couvert.